# Гудаловка (Грязинский район)
Гуда́ловка — упразднённая в 2020 году деревня в Грязинском районе Липецкой области России. Входила на момент упразднения в состав Плехановского сельсовета. С ноября 2020 года — северо-западная часть села Плеханово. 
Малая родина марксиста Г. В. Плеханова.

## География
Расстояние до города Грязи составляет по автодорогам 23 км на юго-восток. В деревне 7 улиц.

## История
Первоначально было единым населённым пунктом с нынешним селом Плеханово. Это общее селение называлось Семёновка и Гудаловка и впервые упоминается в ревизских сказках 1719 года.
На карте Липецкого уезда 1787 года деревня обозначена как Малая Семёновка.
В «Списке населённых мест» 1862 года под этим именем обозначены два владельческих сельца 1-го стана Липецкого уезда Тамбовской губернии — Малая Семёновка (Гудаловка, Голеновское) на дороге из Липецка в Тамбов (4 двора) и Малая Семёновка (Гудаловка, Плеханово) по левую сторону от неё (7 дворов). В сумме в них проживало 134 человека (64 мужчины, 70 женщин).
По данным начала 1883 года в деревне Гудаловка Бутырской волости Липецкого уезда проживало 188 собственников из помещичьих крестьян в 27 домохозяйствах (84 мужчины и 104 женщины). К деревне относилось 123 десятины удобной надельной земли; имелось 46 лошадей, 62 головы КРС, 393 овцы и 19 свиней. Был 1 грамотный мужчина.
По сведениям 1888 года к деревне также относились два относительно крупных имения — В. В. Поздняковой и К. В. Кастнер, а также В. М. Голеновского, оба сдаваемых в аренду крестьянам и занимавших в сумме 183,33 десятины земли (большей частью пахотной).
В 1911 году в деревне было 39 дворов, проживало 278 человек (156 мужчин и 122 женщины).
В 1926 году в деревне Бутырской волости Липецкого уезда — 69 дворов русских, 401 житель (195 мужчин, 206 женщин).
До войны здесь насчитывалось 75 дворов.
В 1958 году в деревне началось строительство Липецкой областной психоневрологической больницы № 1.
По сведениям карты 1989 года в деревне Гудаловка около 490 жителей.
В ноябре 2020 года деревня была упразднена, а её территория включена в село Плеханово.

## Население
| 2009 | 2010 | 2013 |
| ---- | ---- | ---- |
| 778  | ↘761 | ↘698 |

В 2002 году население деревни составляло 778 человек, 99 % — русские.
В 2010 году — 761 житель (343 мужчины, 418 женщин).

## Известные уроженцы, жители
Уроженцем Гудаловки является теоретик и пропагандист марксизма, деятель российского и международного рабочего и социалистического движения Г. В. Плеханов (1856—1918). В честь него переименовали соседнее более крупное село Плеханово.

## Инфраструктура
Кроме областной психоневрологической больницы, имеются также детский сад, фельдшерско-акушерский пункт. 